# Masamichi Amano
Pour les articles homonymes, voir Amano.
Masamichi Amano (天野 正道, Amano Masamichi), né le 26 janvier 1957 à Akita, est un compositeur, arrangeur et chef d'orchestre japonais.

## Biographie
Il fait ses études à l'université de musique de Kunitachi à Tokyo dont il est diplômé en 1982.
Son œuvre orchestrale comprend les bandes sonores des films Battle Royale, Giant Robo et Stratos 4. Les films et séries TV comportant sa musique relèvent des genres action, science fiction, hentai et d'horreur. L'orchestre préféré d'Amano est l'Orchestre philharmonique de Varsovie (et son chœur associé).
Il a composé de nombreuses pièces pour ensemble à vent, enregistrées par l'Orchestre harmonique Kosei de Tokyo et régulièrement exécutées par des ensembles lors de concours de la All-Japan Band Association (en).

## Compositions

### Pour orchestre à vents
- 1995 La Structure pour l'octour; Ohnai
  1. Collapse
  2. Ruines et Requiem
  3. Resurrection and Prayer
- 1997 Yugagyou Cyu Gan - azuma kagami ibun
- 2004 Legenda i Regeneracja
- 2e. Ballet Chimérique
- 3e. Ballet Chimérique
- 2nd Battle
- Bugaku
- Cerebration and Celebration
- Chaser
- Concerto Grosso
- Emanacje i Medytacje Part I
- Emanacje i Medytacje Part II
- Euphonium Concerto for Euphonium and Symphonic Band
- Expiation
- Festival March
- From Exodus
- La forme de chaque amour change comme le Kaleidoscope
- La Suite Excentrique
- Le chaos et l'harmonie
- Le Tombeau de Poulenc for Euphonium and Symphonic Band
  1. er.mouvement
  2. eme.mouvement
  3. eme.mouvement
  4. eme.mouvement
- Metamorphosees
- Morceau par 1er. Suite Symphonique pour l'orchestre de Vent
  1. er.mouvement
  2. eme.mouvement
  3. eme.mouvement
  4. eme.mouvement
  5. eme.mouvement
- Morceau pour 2e. Suite Symphonique GR pour l'orchestre de Vent
- Morceau pour 5e. Suite Symphonique NR pour l'orchestre de Vent
- Morceau pour 7e. Suite Symphonique BR pour l'orchestre de Vent
- Piesn o Zlota Jesien
- Prelude pour la Celemonie
- Symbol March
- Symphonie no 5
- Twinkle Twinkle Little Star Variations

### Musiques de films
- 6 Angels (en)
- Battle Royale
- Battle Royale II: Requiem
- Biohunter (en)
- Giant Robo
- Maetel Legend
- Melty Lancer
- Miyuki
- Musa, la princesse du désert (direction d'orchestre uniquement)
- Ninja Resurrection (en)
- Odin: Photon Sailer Starlight
- Phantasy Star Universe
- Princess Nine (en)
- Quest 64
- Radiant Silvergun
- Ruin Explorers (en)
- Shiawase Sou no Okojo-san
- Sin: The Movie (en)
- Stratos 4
- Stratos 4: Return to Base
- Stratos 4: Advance
- Super Atragon
- Tenamonya Voyagers
- Urotsukidoji
- Adventure Kid (en)
- Nightmare Campus
- Demon Warrior Koji
- Urusei Yatsura: Only You
- Mushiking: King of the Beetles (en)
- Mario and Sonic at the Olympic Games
- Django Unchained